# Belmont Cameli
Belmont Cameli (Naperville, 28 de febrero de 1998) es un actor y modelo estadounidense, conocido por sus papeles como Jamie Spano en la nueva versión de Salvados por la campana (2020-2021) y Eli en la película de Netflix, Along for the Ride (2022)

## Biografía
Nació en 1998 en Naperville, Illinois. Durante su juventud estudió en el Naperville North High School, donde desarrolló una pasión por las artes escénicas y participó en producciones teatrales escolares. Después de graduarse en 2016 asistió brevemente a la Universidad de Illinois en Urbana-Champaign, pero rápidamente se dio cuenta de que no quería continuar con sus estudios de finanzas, por lo que se dedicó al modelaje y la actuación.
En 2018, hizo su debut como actor con una aparición especial en un episodio de la serie Empire. Obtuvo reconocimiento por interpretar a Jamie Spano, el hijo del personaje interpretado por Elizabeth Berkley, Jessie Spano, en la nueva versión de la serie, Salvados por la campana.
En 2022, protagonizó la película de Netflix, Along for the Ride, basada en la novela homónima de Sarah Dessen. Donde interpretó a Eli, un personaje misterioso y reservado que forma un vínculo con la protagonista.
En 2025, se estrenó la película de terror Until Dawn, basada en el videojuego del mismo título y dirigida por David F. Sandberg, donde Cameli interpreta el papel de Abe. La película presenta una nueva historia con diferentes personajes. También interpretó a Frankie Boy en el drama criminal, The Alto Knights, que se estrenó el 21 de marzo de 2025. La película está ambientada en el submundo mafioso de Nueva York de mediados del siglo XX con un reparto que incluye a Robert De Niro y Cosmo Jarvis.
Cameli participará en la serie Off-Campus, basada en los libros del mismo nombre de la escritora Elle Kennedy, donde interpretará al jugador de hockey universitario Garrett Graham, interés amoroso de la protagonista, Hanna Wells.

## Filmografía

### Cine
| Año  | Título               | Papel       | Notas                                    | Ref.  |
| ---- | -------------------- | ----------- | ---------------------------------------- | ----- |
| 2019 | The Husband          | Marcus      | Telefilme                                |       |
| 2020 | Most Guys Are Losers | Trevor      |                                          |       |
| 2022 | Along for the Ride   | Eli         |                                          | [ 5 ] |
| 2025 | The Alto Knights     | Frankie Boy |                                          | [ 7 ] |
| 2025 | Until Dawn           | Abe         | Basada en el videojuego del mismo título | [ 6 ] |

### Televisión
| Año       | Título                | Papel          | Notas                             | Ref.  |
| --------- | --------------------- | -------------- | --------------------------------- | ----- |
| 2018      | Empire                | Camarero       | Episodio: «Love All, Trust a Few» | [ 2 ] |
| 2020–2021 | Saved by the Bell     | Jamie Spano    | 20 episodios                      | [ 2 ] |
| 2023      | Based on a True Story | Mason          | 3 episodios                       |       |
| TBA       | Off Campus            | Garrett Graham | Posproducción                     | [ 9 ] |